# David Jung
David Jung (nascut el 17 de gener de 1980 a KłeckoKłecko) és un cantant d'òpera polonès, poeta, escriptor, crític literari i teatral, editor, investigador i creador de la cultura, historiador, conservador de museus, dissenyador de rutes culturals.

## Biografia
David Jung, per les seves destacades contribucions, va ser condecorat pel Senat de la República de Polònia amb la Medalla del Senat de Polònia (2024).
És el director del Museu d'Òrgans Electrònics Polonès i el editor en cap de la revista cultural d'abast nacional "Zeszyty Poetyckie".
Per la seva activitat artística, científica i cultural fins a la data, ha rebut nombrosos premis i condecoracions estatals de prestigi, com ara: la Medalla en honor a Juliusz Słowacki (2009), la Medalla d'Art Jove (2014), la Medalla del Mil·lenni del Congrés de Gniezno (2014), el Premi a Joves Periodistes (atorgat per l'Associació de Periodistes Polonesos) (2016), el Premi Magallanes (2016), el Premi en honor a Bolesław Leśmian (2017), la Condecoració d'Honor "Mèrit per a la Cultura Polonesa" (2018), el Premi Literari i Històric Identitas (2019), la Medalla de Jove Positivista (2019), la Medalla "Guardó dels Llocs de Memòria Nacional" (2020), la Creu de Sant Joan Pau II (2021), la Creu Oficial (classe I) de la Creu Negra Polonesa (2021), la Medalla del Centenari de la Recuperació de la Independència (2022) i el Distintiu "Mèrit per a l'Associació d'Escriptors Polonèsos" (2023), entre altres. Des de 2023, exerceix com a vicepresident de l'Associació d'Escriptors Polonèsos a Poznań.